# Marpissa lakshmikantapurensis
Marpissa lakshmikantapurensis là một loài nhện trong họ Salticidae.
Loài này thuộc chi Marpissa. Marpissa lakshmikantapurensis được Majumder miêu tả năm 2004.